# Ludu U Hla
Ludu U Hla (în birmaneză: လူထုဦးလှ; n. 19 ianuarie 1910 – d. 7 august 1982) a fost un jurnalist, publicist, cronicar, folclorist birmanez.
A scris povestiri străbătute de adânc umanism și compasiune despre viața delicvenților și a întocmit o vastă culegere a basmelor populare birmane.
A editat ziarele Kyipwayay și Ludu.

## Scrieri
- 1957: Închisoare și omenie ("Htaun hnint lutha")
- 1958: Mici păsări în colivie ("Hlaun khyain twinnhma")
- 1970: Eu, birocratul ("Kyuntaw byurokarek")
- 1970: Eu, misitul de oțel ("Kyuntaw satee steel pwesa")
- 1972: Eu, reporterul ("Kyuntaw thatinhtauk")
- 1972: Eu, șeful de echipaj ("Kyuntaw hlaythugyi").

1. ↑  Open Library, accesat în 24 martie 2025
2. ↑  Czech National Authority Database, accesat în 1 martie 2022